# Sadie (film)
Sadie (originaltitel: Sadie Thompson) er en amerikansk stumfilm, der fortæller historien om en "falden kvinde", der kommer til Pago Pago på øen Tutuila at starte et nyt liv, men støder på en nidkær missionær, der ønsker at tvinge hende tilbage til hendes tidligere liv i San Francisco.
Filmen har Gloria Swanson, Lionel Barrymore og Raoul Walsh i hovedrollerne, og det er en af Swansons mest succesfulde film.
På grund af emnet var filmens fremstilling ekstremt kontroversiel. Det var dog en økonomisk og kritisk succes for Swanson. Filmen er baseret på novellen "Rain" af W. Somerset Maugham.

## Produktion
I 1927 udgav Swanson sin første uafhængige film for United Artists, Hendes Skæbnetime, som blev optaget i New York og var åbningsfilmen på Roxy Theatre. Produktionen var en katastrofe of Swanson mente den højst ville få en middelmådig modtagelse.
Efter råd fra Joseph Schenck vendte hun tilbage til Hollywood for at forberede en ny film. Da hun følte, at hun aldrig ville have så meget kunstnerisk frihed og uafhængighed som hun havde på det tidspunkt, besluttede Swanson sig for at hun "Ville lave min Guldfeber". Schenck opfordrede hende til at lave en succesfuld kommerciel film som Hendes sidste Bedrift
Swanson følte den var for formel, og besluttede sig for at kontakte instruktøren Raoul Walsh, der på det tidspunkt var ansat hos Fox Film Corporation.
Walsh var blevet kendt for at lave film baseret på kontroversielt materiale. På deres første møde foreslog Swanson en film baseret på John Colton og Clemence Randolphs skuespil Rain (1923), der igen var baseret på novellen af W. Somerset Maugham med titlen Miss Thompson (1921).
Swanson havde set Jeanne Eagels udføre hovedrollen på scenen to gange og nød det.
På grund af dets indhold var skuespillet imidlertid på den "uofficielle sorte liste" og det var blevet gjort forbudt at blive lavet til en film et år tidligere. For at forsøge at undgå problemer med reglen, valgte Swanson og Walsh at udelade bandeord, omdøbe 'Reverend Davidson' til 'Mr. Davidson
og påstod at det var på grund af moralen at filmen skulle produceres, som da Irving Thalberg havde produceret Det flammende bogstav (1926) hos MGM.
Swanson inviterede Will Hays til frokost og opsummerede plottet, fortalte hvem der skulle være forfatter og hvilke knaster der var i forbindelse med produktionen. Ifølge Swanson lavede Hays et mundtligt løfte om, at han ikke ville have noget problem med at lave en sådan film. Swanson satte sig for at få fat i rettighederne til skuespillet, ved at lade Schenck foregive at købe det i United Artists' navn, og at det aldrig skulle bruges. På den måde kunne de få rettighederne for $ 60.000 i stedet for de oprindelige $ 100.000.
Da nyheden kom frem om, hvad der i virkeligheden var hensigten med købet af skuespillet, truede de tre forfattere med at sagsøge. Senere kontaktede Swanson Maugham og bad ham skrive en ny original historie, der kunne fungere som efterfølger. Maugham gik med til at skrive en ny historie (for $ 100.000), men der blev aldrig lavet en efterfølger.
Swanson og Walsh begyndte at skrive manuskriptet og diskret placerede de en annonce, der annoncerede filmen, i den tro at ingen ville lægge mærke til den, da Charles Lindbergh lige havde lavet sin historiske flyvning. Men pressen tog det op og sensationaliserede historien.
United Artists modtog et truende telegram fra MPAA, underskrevet af alle dets medlemmer, herunder Fox (Walshs studie) og Hays selv.
Desuden ejede resten af underskriverne flere tusinde filmhuse, og hvis de nægtede at screene filmen, kunne det være en økonomisk katastrofe.
Swanson blev vred over telegrammet, da hun mente at de samme studioer havde lavet "tvivlsomme" film, og at de bare var jaloux over ikke at have chancen for at producere Rain. Efter endnu et truende telegram, valgste hun først at appellere til MPAA og derefter til aviserne. Hun hørte kun tilbage fra Marcus Loew, der lovede at appellere på hendes vegne, og da han ejede en kæde af biografer lettede det nogle af hendes bekymringer.
Da hun ikke hørte noget, tænkte hun at sagen var blevet droppet, og hun begyndte at filme Sadie, der allerede havde en investering på en kvart million dollars.
Før castingen begyndte, ønskede den 17-årige Douglas Fairbanks, Jr. at auditionere til rollen som Handsome O'Hara. Men Swanson følte han var for ung, og ikke den rigtige til rollen.
Lionel Barrymore var først blevet valgt til at spille Davidson, men man syntes han var for syg på det tidspunkt, alligevel endte han med at få rollen. Barrymore havde det samme outfit på en hel uge, hvilket gjorde Swanson vred. Hun bad noget af crewet om at bede ham tage et bad og skifte tøj, hvilket han gjorde.
På trods af det, var Swanson glad for hans præstation. Walsh havde ikke stået foran en kamera i otte år, og var bange for han ikke magtede både at instruere og spille med i filmen. Men efter 2 dages filmning blev hans frygt nedkæmpet.
Optagelserne fandt sted på Santa Catalina Island nær Long Beach, California. Efter en uges optagelser kaldte Sam Goldwyn kameramanden George Barnes væk. Swason var rasende, men ifølge lånekontrakten, kunne Goldwyn kalde ham væk som han havde lyst. Da de ikke ville lade de hundrede statister sidde uden arbejde i dagevil, ansatte Swanson og Walsh to andre kameramænd, men de var begge utilfredsstillende.
Mary Pickford anbefalede sin yndlingskameramand Charles Rosher, der blev kaldt ind. Selvom han gjorde et godt job, kunne han ikke matche Barnes' arbejde.
Gennem Loew, udlånte MGM kameramanden Oliver Marsh, som færdiggjorde filmen.
Hele problemet med kameramænd, var ekstremt dyrt for produktionen, men filmen fortsatte. Da filmen var halvvejs færdig, var den langt over budgettet og Schenck var nervøs, da Swansons første film også var gået over budgettet og havde gjort det dårligt i biograferne. Swanson snakkede med sine rådgivere og solgte hendes gård ved Croton-on-Hudson, og tilbød også at sælge sit penthouse i New York.

## Udgivelse og modtagelse
Ved udgivelsen blev  Sadie rost af kritikere, og det samme gjorde Swansons præstation. Moderne filmkritikere har nævnt Swansons præstation som et af hendes bedste.
Filmen kom på top 10 listen over årets film. Filmen var den sidste film Raoul Walsh optrådte i, da han kort tid efter mistede et øje i en ulykke.